# Claparedia filigera
Claparedia filigera är en ringmaskart som beskrevs av Jean Louis Armand de Quatrefages de Bréau 1866. Claparedia filigera ingår i släktet Claparedia och familjen Syllidae. Inga underarter finns listade i Catalogue of Life.